# Stendal
Stendal er en by i Sachsen-Anhalt i Tyskland beliggende ca 125 km vest for Berlin og ca. 170 km øst for Hannover. Byen har 36.000 indbyggere (2006) og er den uofficielle hovedstad i Altmark.
Byen er grundlagt af markgreve Albrecht 1. af Brandenburg (ca. 1100-70) (med tilnavnet Bjørnen) i det 12. århundrede og blev snart medlem af Hanseforbundet. Storslåede kirker, rådhuset og to byporte giver stadig mindelser om fordums rigdom.
Det var tidligere en del af markgrevskabet Brandenburg, men blev efter Napoleonskrigene indlemmet i kongeriget Preussen. Fra 1949 til den tyske genforening i 1990 lå Stendal i DDR.